# Parastenopa guttata
Parastenopa guttata är en tvåvingeart som beskrevs av Aczel 1956. Parastenopa guttata ingår i släktet Parastenopa och familjen borrflugor. Inga underarter finns listade i Catalogue of Life.